# Liquid Lunch
Liquid Lunch is de achtste single van de Nederlandse zangeres Caro Emerald. Een Liquid Lunch is een lunch met louter alcoholische versnaperingen. Het is de tweede single van Caro's tweede album The Shocking Miss Emerald. In Nederland kreeg de single veel airplay maar presteerde het niet goed in de verkoop charts. In het Verenigd Koninkrijk was de hoogste notering #70, maar kreeg het nummer net als in Nederland wel veel airplay. In Vlaanderen kwam Liquid Lunch terecht in de Tipparade. Ook in Frankrijk dook de single op in LesCharts op #182. Nadat bekend werd dat de Zuid-Koreaanse producer Primary zo'n beetje het hele liedje had overgenomen werd de single mateloos populair in Zuid-Korea, de lyricsvideo van Liquid Lunch kreeg een boost qua views en de single was een nummer 1-hit in de jazzlijst van het land. 
Het nummer werd in 2014 en 2015 gebruikt in een internationale reclamecampagne van Ferero Rocher

## NPO Radio 2 Top 2000
| Nummer met noteringen in de NPO Radio 2 Top 2000 | '14  | '15  |
| ------------------------------------------------ | ---- | ---- |
| Liquid Lunch                                     | 1521 | 1843 |

1. ↑  Een vetgedrukt getal geeft de hoogste notering aan.
2. ↑  2014 was het eerste jaar met een notering voor dit nummer.
3. ↑  Deze tabel is bijgewerkt tot en met de laatste editie (2024).

## Referentie
- Zuid-Koreanse rapper 'kopieert' hits Caro Emerald, NU.nl 6 november 2013